# 日本劇場
日本劇場（にほんげきじょう）は、かつて東京都千代田区有楽町に存在した劇場。日劇（にちげき）の通称で親しまれた。
1933年（昭和8年）竣工。戦時中の空襲による被災や、終戦後の占領軍による接収も免れ、半世紀近くにわたって日本興行界を代表する象徴のひとつとして存在した。

## 概要
日劇は当初、｢陸の龍宮」｢シネマパレス」といった構想のもと、収容客数4000人の大劇場、ならびに日本初の高級映画劇場として計画された。屈曲した外壁、広大な舞台、アールデコ調の内装など、当時としては斬新かつ画期的な建築要素をふんだんに取り入れ、渡辺仁設計、大林組施工により、1933年に竣工、同年12月24日に開場披露式が盛大に挙行された。

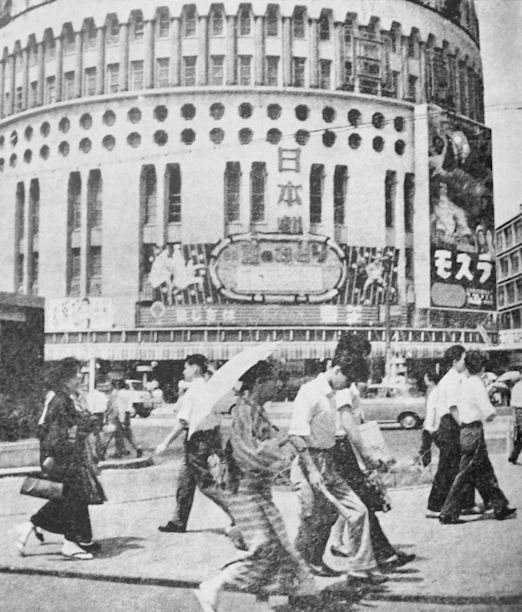
「夏のおどり」上演時の日劇（1964年撮影）

当初は日本映画劇場株式会社（社長は金光庸夫）が経営していたが、経営不振となり一旦閉館。次いで日活と合併の仮調印までするが失敗。次いで東宝が賃借して直営、さらに会社そのものを吸収合併した。
東宝への経営移管後は、東宝系の基幹劇場（チェーンマスター）の一つとして機能し、終戦後も占領軍へは東京宝塚劇場を提供することで接収を免れる。
戦後は東宝映画と実演の二本立て興行を行い、特に実演は日劇ダンシングチームのレヴューと人気歌手のショーが注目を浴びた。昭和30年代はロカビリー旋風に乗り、「ウエスタン・カーニバル」は大盛況となった。
1953年12月と1960年には『NHK紅白歌合戦』も開催された。また1970年代にはNETテレビ『あなたが選ぶ全日本歌謡音楽祭輝け!ゴールデングランプリ』発表会の会場としても使用された。さらに1978年・1979年の「年末ジャンボ宝くじ」の抽せん会の会場としても使用された。
しかし戦前建築のため開場から48年で老朽化し、音響設備や舞台装置が時代にそぐわなくなったため、「サヨナラ日劇フェスティバル」の最終公演となった1981年2月15日を以て閉館した。解体工事で多数の重機が円い建物を取り壊していく姿は「ゴジラ」が映画上で日劇を破壊する場面さながらであった。
跡地には有楽町センタービル（有楽町マリオン）が建てられ、1984年10月6日に開館。「日劇」の名は、同ビルにオープンした映画館「日本劇場」「日劇東宝」「日劇プラザ」に引き継がれた。後に３館は「日劇PLEX」さらに「TOHOシネマズ日劇」へと館名を改め、34年にわたって上映を続けたが、近隣に最新設備のTOHOシネマズ日比谷がオープンするため2018年2月4日を以て閉館。有楽町で85年続いた「日劇」の名称は遂に終焉を迎えた。

## レヴュー
毎年、春・夏・秋の三大おどりを見せ物として大好評を博していた。しかし昭和50年代に入り、テレビの普及に加え娯楽の多様化、さらには宝塚歌劇団のようにダンスと劇の2部構成ではなく、レヴューが主な見せ物だったためファンの世代交代がままならず、団体客でも入らないと客席はガラガラという状態へと陥った。なんとか乗り切るためにミュージカルなども行われたが、時勢には勝てず、事態が好転することなく解散へと向かった。
このためレヴュー公演は、1977年をもって終了している。

## 歌謡ショー
- 1960年代後半頃までは、日劇の舞台に立つことが、一流芸能人の証となる憧れの地でもあった。
- 基本的には一日3回公演を数日～一週間程度行うというものであり、必ずと言っていいほど日劇ダンシングチームのダンサーが出演し、それ以外のダンサーは出演を禁じられていた。
- しかし世間が騒ぐほど舞台の質は決して高くなく、あくまでもダンシングチーム公演の合間を埋めるための役割であったため、違う曲なのに同じ振り付けを使い廻ししたりと、ずさんな面が目立った。
- 1980年3月以降は歌謡ショーを打ち切り、映画上映専門となった。

## 沿革

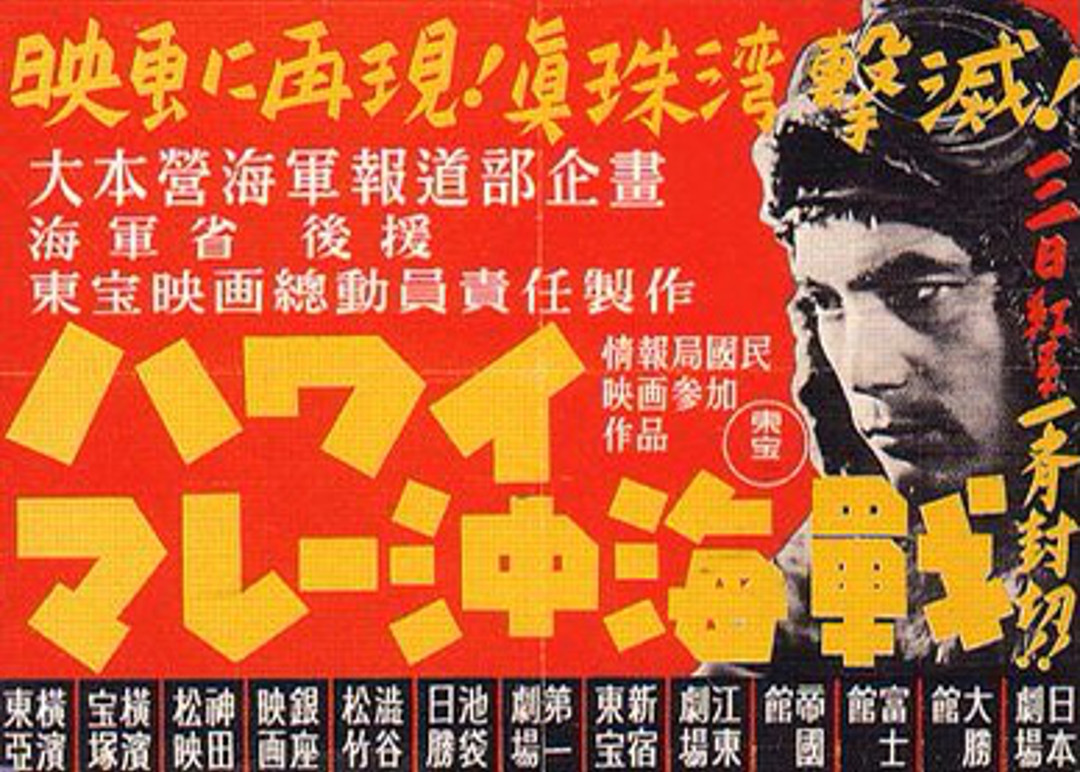
東宝映画が製作し1942年（昭和17年）12月3日に「紅系」で公開された『ハワイ・マレー沖海戦』（監督山本嘉次郎）のポスター。館名リスト右端に「日本劇場」の文字列が確認できる。

- 1929年2月 - 日本映画劇場株式会社設立。直ちに着工するが、途中資金不足のため工事停頓。
- お召し列車より（御料車とする説もあり）錆びた鉄骨が林立する様子を見て「あれは何か（あの竹林のようなものは何か、との説もあり）」と御下問があったため周囲より騒動が起きる。
- 1933年4月 - 会社創立委員長で大株主である大川平三郎の資金注入により工事再開。
- 1933年12月24日 - 「日本劇場」として開場披露式。
- 1933年12月31日 - 本興行開始。
- 1935年1月 - 株式会社東京宝塚劇場に賃貸。3月、東宝による直営興行開始。
- 1935年12月 - 日本映画劇場株式会社が株式会社東京宝塚劇場に吸収合併される。
- 1935年12月30日 - 第1地下劇場(日劇地下)本邦最初のニュース・短篇上映館として開場。
- 1936年1月13日 - 「日劇ダンシングチーム」（初期の名称は東宝ダンシングチーム）結成。
- 1941年11月8日 - 日劇小劇場、洋画劇場として開場、独ウファ「南の誘惑」を上映
- 1942年4月1日 - 戦時統制により設立された社団法人『映画配給社』により「紅系一番館」に指定される[1]。
- 1943年7月8日 - 演劇を主体とした映画併映の演劇興行に転向
- 第二次世界大戦中 - 劇場内で風船爆弾が製作される。作業は座席を取り外して行われていたため、戦後、復旧工事が行われた。このため、他の劇場と比べ公演再開時期が遅れた[2]。
- 1945年12月6日 - アメリカ映画「ユーコンの叫び」を上映。日比谷映画館とともに戦後初の洋画上映となった[3]。
- 1952年3月17日 - 日劇ミュージックホール開業。
- 1955年2月10日 - 地下1階に映画館「丸の内東宝劇場」を開業。
- 1955年8月12日 - 日劇ニュース劇場新装開場。
- 1958年2月8日 - 「日劇ウエスタンカーニバル」初開催。
- 1962年4月20日 - 日劇ニュース劇場が日劇文化劇場と名称を変更する。
- 1977年2月12日 - 地下中一階のサロン「あるびよん」から出火。床を焼いただけで済んだが3000人が避難する騒ぎとなった[4]。
- 1981年2月15日 - 施設の老朽化と東京都の再開発事業により閉館。この日に合わせ、「サヨナラ日劇フェスティバル」が同年1月28日から開催される。
- 1984年10月6日 - 跡地に有楽町センタービル（有楽町マリオン）が開業。

## 構造
- 設計は渡辺仁、施工は大林組、解体は竹中工務店。地上7階、地下3階建。地下2階は一般客が入ることのできなかったNDTダンサー専用のレストラン、地下1階は当初東京會舘のランチルームや、理髪店が入居していた。戦後は映画館「丸の内東宝劇場」「日劇ニュース劇場（後にATG専門館「日劇文化劇場」に改称）」と居酒屋などが入居。1階は正面玄関と4階までの大劇場、2階有楽町側には内外どちらからも入れた喫茶「らせん」。4階は稽古場、2台の映写機が置かれた映写室、照明室、パブレストラン「チボリ」、明治の喫茶店。5階は日劇ミュージックホールがあった小劇場。屋上は取材の場所としてよく使われた。
- 地階は劇場内部からも行けたが、1階正面玄関の外側にも地階へ行く階段があった。
- 客席は3階席まであり、1階1060席、2階540席、3階463席の計2063席。両壁際にはロイヤルボックスと呼ばれたボックス席が10個（2階6個、3階4個）あり、2階席前3列とともに日劇唯一の指定席となっていた。立ち見の客を最大限入れた状態で「4000人劇場」と呼んだ。
- もともと映画館として建設されたため、舞台の奥行きは狭く、廻り舞台も無く、使用していた大階段もかなり急なものとなっていた。設備としては、わずかな迫りとオーケストラピットがあった。
- 1933年の開場当時、劇場内外部はステンドグラス、大理石、さまざまなデザインのレリーフなどで豪華絢爛に彩られて人々の目を驚かせた。
- 1981年の建物取り壊し時に1階正面ホール内の壁の化粧板を剥がしたところ、ギリシャ神話をモチーフとした「陶片モザイク壁画」が現れた。これは川島理一郎が原画を描き、板谷梅樹が制作した作品で「平和」「戦争」「舞踊」「音楽」などをテーマとするもので、３つの客席入口を挟む大型4枚と、客席入口の真上にあった小型3枚に分かれていた。
- 上記の壁画が改装により化粧板で覆われ、見ることが出来なくなったのは1958年だった。理由はタイアップ商品をホールで販売する計画があり、背景としてはこの壁画はあまりにも芸術的過ぎて、そぐわないというものであった。しかし23年ぶりに発見されたことから新聞で話題となり、東宝は保存の検討を始めた。壁画はモルタルで固められている上、背後に上層階を支える大柱があったため、難工事を伴ったが、1か月かけて壁ごと取り外された。
- 東宝は壁画のうち、小型3枚を作者の遺族に寄贈し、大型4枚は記念モニュメントとして跡地に建つ新ビルに残す意向としていた。しかし有楽町マリオンでの保存公開は見送られ、世田谷砧の東宝スタジオ内で約20年保管された。2000年代に入りスタジオの大規模改築が決まった際、近隣の美術館へ移す案も出たが実現せず、旧スタジオ取り壊しの際に3枚とも廃棄処分されてしまった。
- 完成当初から最盛期はファサードも華麗に発光されていたが、閉館間際になると取り止め、あちこちの壁に広告が掲げられ、完成当初の美しさは失われつつあった（前述の改装時には、前面最上部を取り囲むように東芝のネオンサインが取り付けられ、閉館時まで3回作り替えられながら存在した）。また1960年代以降は観客動員数が減少傾向にあったため、その補填としてファーストフード店やディスカウントショップ、喫茶店、雀荘など40近くのテナントが入居するなど、著しく雑居ビル化が進んでいた。

## 丸の内東宝劇場
| 公開年 | タイトル                                     |
| 1976年 | 「グリズリー」                               |
| 1978年 | 「ルパン三世 ルパンVS複製人間」              |
| 1980年 | 「がんばれ!! タブチくん!! ああツッパリ人生」 |

## 日劇文化劇場

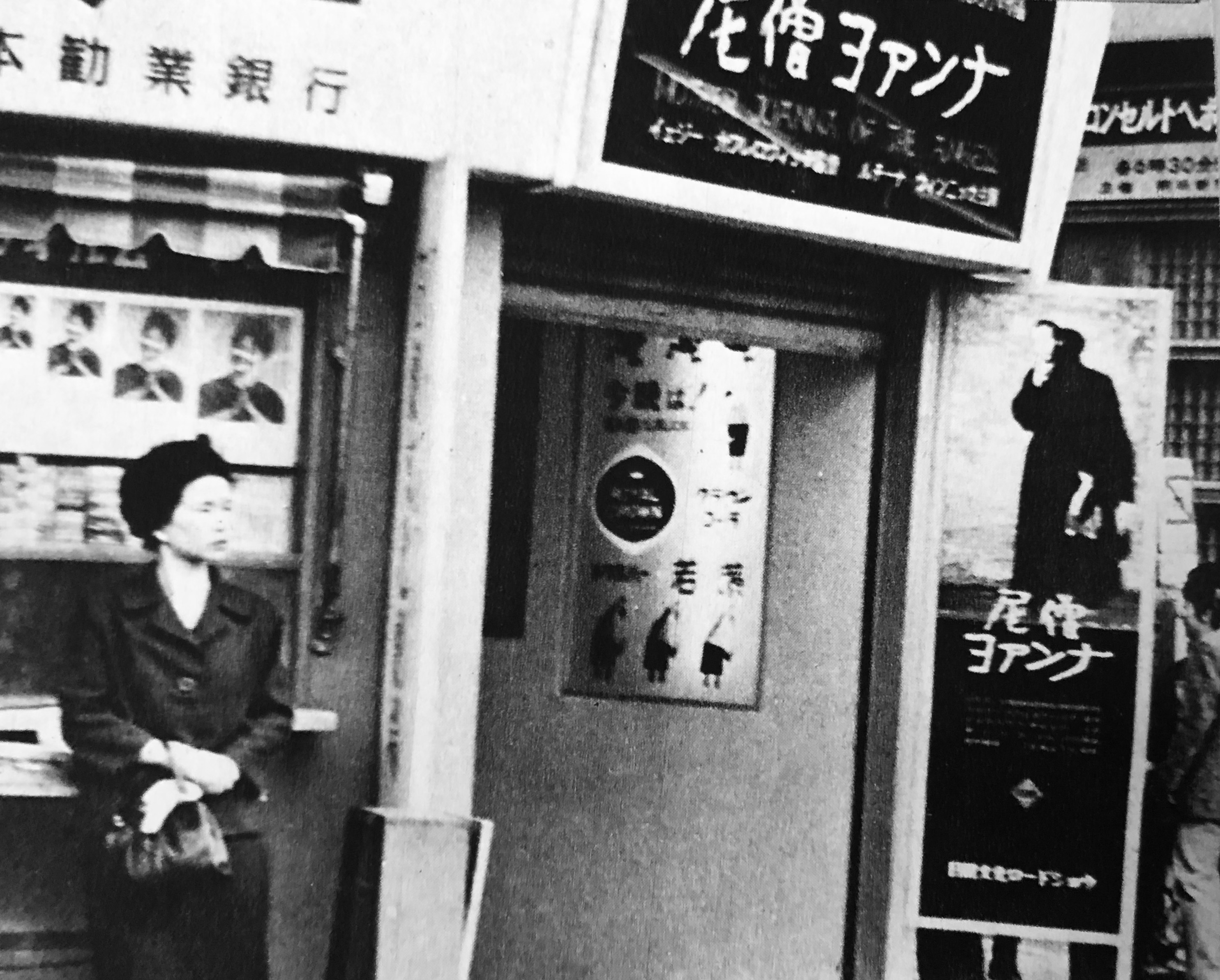
日劇文化劇場（1962年）

1962年4月20日、日本アート・シアター・ギルド（ATG）は、新宿文化劇場・日劇文化劇場・後楽園アートシアターの3館でアート映画の上映を開始した。第1回配給作品は『尼僧ヨアンナ』であった。

## その他

### ドキュメンタリー
NHK特集「さらば日劇〜青春の街角の半世紀〜」（1981年3月20日、NHK）